# Latitiara taiwanensis
Latitiara taiwanensis är en nässeldjursart som beskrevs av Xu och Huang 1990. Latitiara taiwanensis ingår i släktet Latitiara och familjen Protiaridae. Inga underarter finns listade i Catalogue of Life.